# U-17-Fußball-Südamerikameisterschaft 2005
Die U-17-Fußball-Südamerikameisterschaft 2005 fand vom 1. April 2005 bis zum 17. April 2005 in Venezuela statt. Alle Spiele wurden in Maracaibo ausgetragen.
Die zwei nach Abschluss des Turniers bestplatzierten Auswahlmannschaften qualifizierten sich für die U-17-Weltmeisterschaft 2005 in Peru. Ausgetragen wurden die Begegnungen zur Ermittlung des Turniersiegers in der Stadt Maracaibo. Gespielt wurde in zwei Fünfer-Gruppen und einer anschließend ebenfalls im Gruppenmodus ausgetragenen Finalphase mit vier Mannschaften. Es nahmen am Turnier die Nationalmannschaften Argentiniens, Boliviens, Brasiliens, Chiles, Ecuadors, Kolumbiens, Paraguays, Perus, Uruguays und Venezuelas teil. Aus der Veranstaltung ging die U-17 Brasiliens als Sieger hervor. Die Entscheidung über den ersten Tabellenplatz fiel dabei aufgrund des um zwei Tore besseren Torverhältnisses Brasiliens gegenüber Uruguay. 
Die Plätze zwei bis vier belegten die Nationalteams aus Uruguay, Ecuador und Kolumbien. Torschützenkönig des Turniers war mit acht erzielten Treffern der Brasilianer Kerlon vor dem Uruguayer Elías Figueroa (sechs Tore).